# Isaac ben Rovèn, el Barceloní
Isaac ben Rovèn, el Barceloní (Albargeloni) (Barcelona, Comtat de Barcelona, 1043 - Dénia, al-Àndalus, ?) fou un talmudista i poeta litúrgic català. A la segona meitat del segle xi s'establí a Dénia, on va integrar-se a la família dels Ibn Laktush. Jafudà ben Barzilai fou alumne seu. Va escriure comentaris a diverses seccions del tractat Ketubot, i a l'edat de trenta-cinc anys (1078) va traduir, de l'àrab a l'hebreu, un llibre de Hai ben Serira, gaó de Pumbedita, Ha-Miḳḳunḥ weha-Mimkar, que tracta de les normes que regeixen la compravenda. Entre els seus poemes litúrgics hi ha les seves azharot, poemes litúrgics per a la festa de la Pentecosta, incloses en els rituals de Constantina, Tlemçen, Tunis, Marroc, Algèria i Orà.